# RP-1
| Oxígeno líquido/Queroseno            | Oxígeno líquido/Queroseno | Oxígeno líquido/Queroseno |
| ------------------------------------ | ------------------------- | ------------------------- |
| Impulso específico máximo            | ~353                      |                           |
| Proporción oxidante/combustible      | 2,56                      |                           |
| Densidad (g/mL)                      | 0,81-1,02                 |                           |
| Coeficiente de dilatación adiabática | 1,24                      |                           |
| Temperatura de combustión            | 3670 K                    |                           |

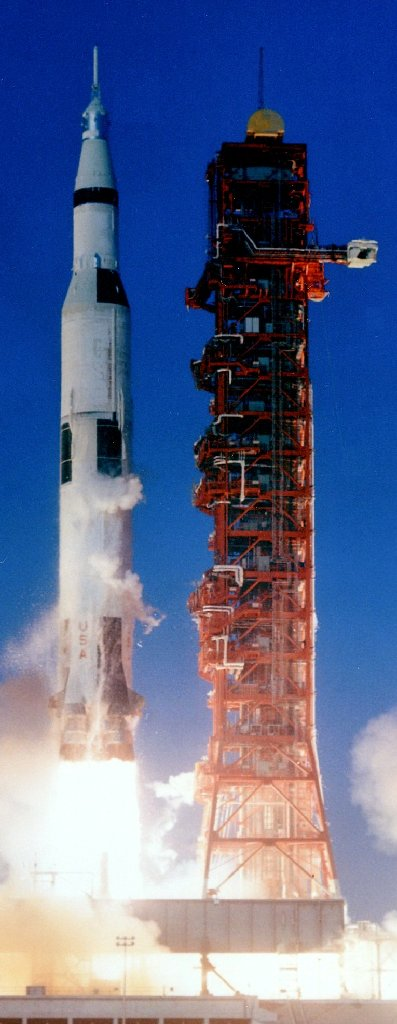
Apollo 8, Saturn V: 810 700 litros de RP-1, 1 311 100 litros de oxígeno líquido.

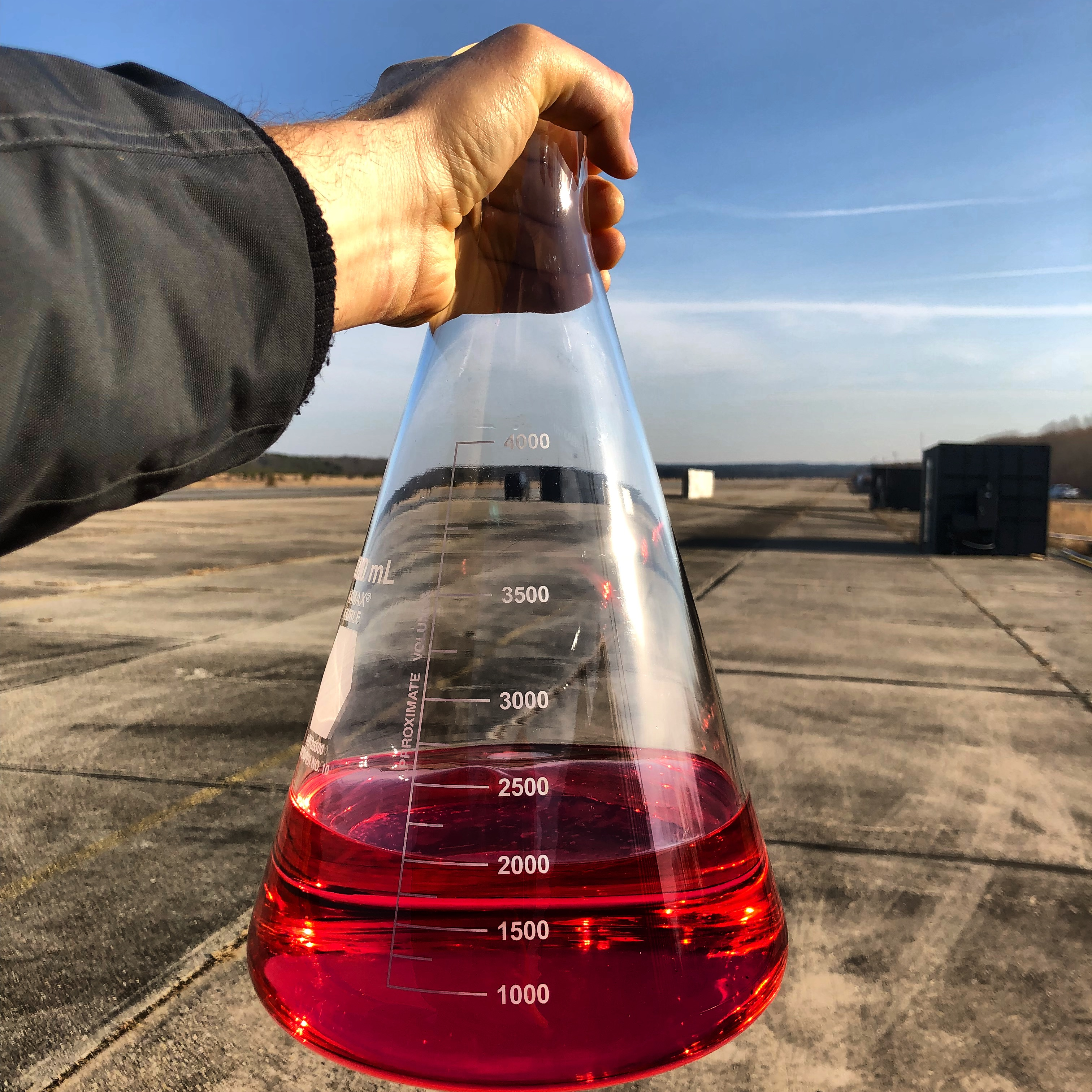
2 litros de RP-1

El RP-1 (Rocket Propellant) es un combustible usado en los motores propulsores de los cohetes espaciales. El RP-1 es un derivado del petróleo semejante al queroseno. Generalmente se oxida utilizando oxígeno líquido (LOX), con el cual arde a 3670 K (3396,85 °C; 6146,33 °F), produciendo así gran cantidad de energía para la propulsión. A esta combinación se la suele denominar kerolox. Cohetes como el Atlas, Delta II, Titan 1, Saturn IB y Saturn V usaron el RP-1 como combustible en sus primeros lanzamientos. Por su eficiencia, seguridad y relativo bajo coste, los cohetes rusos Soyuz y Angará, y los estadounidenses Falcon de SpaceX siguen utilizándolo en la actualidad.

## Fracciones y formulación
En primer lugar, los compuestos de azufre estaban severamente restringidos. Pequeñas cantidades de azufre están naturalmente presentes en los combustibles fósiles. Se sabía que el azufre y los compuestos de azufre atacan a los metales a altas temperaturas. Además, incluso pequeñas cantidades de azufre ayudan a la polimerización.
Los alquenos y aromáticos se mantuvieron a niveles muy bajos. Estos hidrocarburos insaturados tienden a polimerizarse no sólo a temperaturas, sino durante largos períodos de almacenamiento. En ese momento, se pensaba que los misiles alimentados con queroseno podrían permanecer almacenados durante años esperando su activación. Esta función fue posteriormente transferida a cohetes de combustible sólido, aunque los beneficios a alta temperatura de los hidrocarburos saturados permanecieron. Debido a los bajos alquenos y aromáticos, el RP-1 es menos tóxico que los diversos combustibles a reacción y diesel, y mucho menos tóxico que la gasolina.
Los isómeros más deseables se seleccionaron o sintetizaron. Los alcanos lineales se eliminaron a favor de moléculas altamente ramificadas y cíclicas. Esta mayor resistencia a la ruptura térmica, muchos de estos tipos de isómeros mejoran el octanaje en los motores de pistón. Los motores a chorro y las aplicaciones de calefacción e iluminación, los usuarios previos de queroseno, habían estado mucho menos preocupados por la descomposición térmica y el contenido de isómeros. Los isómeros más deseables eran policíclicos, parecidos a los ladderanos.
En la producción, estos grados se procesaron firmemente para eliminar impurezas y fracciones laterales. Se temía que las cenizas bloquearan las líneas de combustible y los pasajes del motor, así como las válvulas de desgaste y los cojinetes de turbobomba lubricados por el combustible. Las fracciones ligeramente demasiado pesadas o demasiado ligeras afectaron las capacidades de lubricación y probablemente se separaron durante el almacenamiento y bajo carga. Los hidrocarburos restantes están en o cerca de la masa C12. Debido a la falta de hidrocarburos ligeros, RP-1 tiene un alto punto de inflamación, y es menos un riesgo de incendio que la gasolina/gasolina o incluso algunos jet y combustibles diesel.
En total, el producto final es más caro que el keroseno de acción directa. En el papel, cualquier petróleo puede producir algo de RP-1 con suficiente procesado. En la práctica, el combustible proviene de un pequeño número de campos petrolíferos con una base de alta calidad. Esto, junto con la pequeña demanda en un nicho de mercado en comparación con otros usuarios de petróleo, impulsa el precio. Las especificaciones militares de RP-1 están cubiertas en MIL-R-25576 y algunas propiedades químicas y físicas de RP-1 y RP-2 se tabulan aquí.
Los querosenes de cohetes soviéticos y rusos son muy similares a RP-1 y se denominan T-1 y RG-1. Las densidades son mayores, de 0,82 a 0,85 g/ml, en comparación con RP-1 a 0,81 g/ml. Durante un corto período, los soviéticos lograron densidades aún más altas al sobrecalentar el queroseno en los tanques de combustible de un cohete, pero esto parcialmente derrotó el propósito de usar el queroseno sobre otros combustibles superrefrigerados. En el caso de los Soyuz y otros cohetes basados en R7, la penalización por temperatura era menor. Instalaciones ya estaban en el lugar para manejar el líquido criogénico del vehículo y nitrógeno líquido, que son mucho más frío que la temperatura de queroseno. El tanque central de queroseno del lanzador está rodeado por cuatro lados y la parte superior por tanques de oxígeno líquido; El tanque de nitrógeno líquido está cerca en la parte inferior. Los tanques de queroseno de los cuatro propulsores son relativamente pequeños y compactos, y también entre un oxígeno líquido y un tanque de nitrógeno líquido. Por lo tanto, una vez que el queroseno se enfrió inicialmente, podría permanecer durante el breve tiempo necesario para terminar las preparaciones de lanzamiento. La última versión de Falcon 9, Falcon 9 Full Thrust también tiene la capacidad de enfriar el combustible RP-1 a -7 °C, rindiendo un aumento de 2.5-4 % de densidad.

## Comparación con otros combustibles
Químicamente, el propulsor de hidrocarburos es menos eficiente que el combustible de hidrógeno porque libera más energía por unidad de masa durante la combustión, lo que permite una mayor velocidad de escape. Esto es, en parte, un resultado de la gran masa de átomos de carbono en relación con los átomos de hidrógeno. Los motores de hidrocarburos también son típicamente ricos en combustible, que produce algo de CO en lugar de CO2 como consecuencia de la combustión incompleta, aunque esto no es exclusivo de los motores de hidrocarburos, los motores de hidrógeno también son típicamente ricos en combustible para el mejor rendimiento general. Algunos motores rusos funcionan con su turbobomba rico en oxígeno pre-quemadores, pero la cámara de combustión principal sigue siendo rica en combustible. En total, los motores de queroseno generan un Isp en el rango de 270 a 360 segundos, mientras que los motores de hidrógeno alcanzan de 370 a 465 segundos.
Durante el apagado del motor, el flujo de combustible va a cero rápidamente, mientras que el motor está todavía muy caliente. El combustible residual y atrapado puede polimerizar o incluso carbonizar en puntos calientes o en componentes calientes. Incluso sin los puntos calientes, los combustibles pesados pueden crear un residuo de petróleo, como se puede ver en la gasolina, diesel o tanques de combustible de jet que han estado en servicio durante años. Los motores de cohetes tienen ciclos de vida de ciclo medidos en minutos o incluso segundos, evitando verdaderos depósitos pesados. Sin embargo, los cohetes son mucho más sensibles a un depósito, como se ha descrito anteriormente. Por lo tanto, los sistemas de queroseno generalmente implican más desmontajes y revisiones, creando operaciones y gastos de mano de obra. Este es un problema tanto para los motores fungibles como para los reutilizables, ya que los motores deben ser disparados a tierra varias veces antes del lanzamiento. Incluso los ensayos de flujo en frío, en los que los propelentes no se inflaman, pueden dejar residuos.
En el lado de arriba, por debajo de una presión de la cámara de aproximadamente 1000 Psi (6,9 MPa), el queroseno puede producir depósitos de hollín en el interior de la boquilla y el revestimiento de la cámara. Esto actúa como una capa aislante significativa, y puede reducir el flujo de calor en la pared por aproximadamente un factor de dos. Sin embargo, la mayoría de los motores de hidrocarburos modernos superan esta presión, por lo que no es un efecto significativo para la mayoría de los motores.
Recientes motores de hidrocarburos pesados han modificado los componentes y los nuevos ciclos de operación, en los intentos de mejorar la gestión de combustible sobrante, lograr un tiempo de reutilización más gradual, o ambos. Esto deja todavía el problema de los residuos de petróleo no disociados. Otros motores nuevos han tratado de evitar completamente el problema, cambiando a hidrocarburos ligeros como metano o gas propano. Ambos son volátiles, por lo que los residuos del motor simplemente se evaporan. Si es necesario, se pueden pasar disolventes u otros purgantes a través del motor para terminar la dispersión. La columna vertebral de carbono de cadena corta del propano (una molécula C3) es muy difícil de romper; Metano, con un solo átomo de carbono (C1), técnicamente no es una cadena en absoluto. Los productos de descomposición de ambas moléculas son también gases, con menos problemas debido a la separación de fases, y mucho menos probabilidad de polimerización y deposición. Sin embargo, el metano (y en menor medida el propano) reintroduce los inconvenientes de manejo que provocaron kerosenos en primer lugar.
La baja presión de vapor de los querosenos da seguridad a las tripulaciones de tierra. Sin embargo, en vuelo, el tanque de queroseno necesita un sistema de presurización por separado para reemplazar el volumen de combustible mientras se drena. Generalmente, este es un tanque separado de gas inerte líquido o de alta presión, tal como nitrógeno o helio. Esto crea un coste y un peso adicionales. Los propelentes criogénicos o volátiles generalmente no necesitan un presurizador separado; En su lugar, algunos propulsores se expanden (a menudo con calor del motor) en gas de baja densidad, y se dirigen de vuelta a su tanque. Unos pocos diseños de propulsores altamente volátiles ni siquiera necesitan el bucle de gas; Parte del líquido se vaporiza automáticamente para llenar su propio recipiente. Algunos cohetes usan gas de un generador de gas para presurizar el tanque de combustible; Generalmente, esto es escape de una turbobomba. Aunque esto ahorra el peso de un sistema de gas separado, el bucle ahora tiene que manejar un gas caliente y reactivo en lugar de un aire frío e inerte.
Independientemente de las restricciones químicas, RP-1 tiene restricciones de suministro, debido al tamaño muy pequeño de la industria de lanzamiento de vehículos frente a otros consumidores de petróleo. Aunque el precio del material de un hidrocarburo altamente refinado es aún menor que el de muchos otros propulsores de cohetes, el número de proveedores RP-1 es limitado. Unos pocos motores han intentado utilizar más productos estándar de petróleo de distribución amplia, como el combustible para aviones o incluso el diesel. Mediante el uso de métodos alternativos o suplementarios de enfriamiento del motor, algunos pueden tolerar las formulaciones no óptimas.
Cualquier combustible hidrocarburo al quemarse produce más contaminación del aire que el hidrógeno. La combustión de hidrocarburos produce dióxido de carbono (CO2), monóxido de carbono (CO), emisiones de hidrocarburos (HC) y óxidos de nitrógeno (NOx), mientras que el hidrógeno (H2) reacciona con el oxígeno (O2) para producir sólo agua (H2O) y algún H2 sin reaccionar.